# Cophixalus bombiens
The Buzzing Frog (Cophixalus bombiens) es una especie de anfibio anuro del género Cophixalus de la familia Microhylidae.

## Distribución geográfica
Originaria de Australia.